# Пиано-весна
«Пиано-весна_live» — первый концертный альбом российской певицы Татьяны Зыкиной. Он был записан на концерте, который прошёл в марте 2011 года в КЦ им. Любови Орловой в Звенигороде. В записи приняли участие пианист Оскар Чунтонов и сама певица, сыгравшая на нескольких инструментах.

## Релиз
В пластинку вошли двенадцать композиций из альбомов «Ощущение реальности», «Другая глубина», «Под бельем» (неизданный), а также двух новых песен: «Я хочу стать частью этой осени» («Маяковский») и «Оба неба». Дата релиза совпала с днём рождения Зыкиной.
«Я с самого начала мечтала услышать свои песни в минималистичном клавишном аккомпанементе — говорит Татьяна. — Прошло больше десяти лет с тех пор, как я занимаюсь музыкой, и вот на 30 день рождения жизнь преподнесла мне такой подарок. Этот альбом фактически был записан за 2 часа живого концерта, мы не стали ничего менять, и я считаю пластинку серьёзным экзаменом, сданным самой себе».
Пианист и муж певицы Оскар Чунтонов также участвовал в концерте: «Мне, как музыканту, интересно сыграть концерт именно в дуэте, на рояле, так как предстоит использовать совсем другие приемы игры, не такие, как на обычном концерте. По моему мнению, именно в этой обработке Танин голос слушается органичнее всего».
Режиссёром концерта стал Владимир Шевченко.
В 2012 году лейбл «Navigator Records» выпустил переиздание альбома с новым оформлением.

## Список композиций
Все тексты написаны — Татьяна Зыкина, вся музыка написана - Татьяна Зыкина, Оскар Чунтонов.
| №   | Название                  | Длительность |
| --- | ------------------------- | ------------ |
| 1.  | «Лёгкость»                | 3:34         |
| 2.  | «Логово»                  | 3:59         |
| 3.  | «Водопадами»              | 3:46         |
| 4.  | «ДР»                      | 3:31         |
| 5.  | «Оба неба»                | 3:03         |
| 6.  | «Спи крепко»              | 5:42         |
| 7.  | «Какая я была»            | 3:17         |
| 8.  | «В доме моей груди»       | 3:56         |
| 9.  | «Другая глубина»          | 3:57         |
| 10. | «Чалый год»               | 4:00         |
| 11. | «Маяковский»              | 7:36         |
| 12. | «Город, в котором»        | 4:19         |
| 13. | «Девочки знают»           | 4:05         |
| 14. | «Маяковский» (radio edit) | 4:40         |

| №  | Название            | Длительность |
| -- | ------------------- | ------------ |
| 1. | «Замерзаю»          | 4:37         |
| 2. | «Статус семейный»   | 3:24         |
| 3. | «Атмосфера счастья» | 4:30         |

| №   | Название            | Длительность |
| --- | ------------------- | ------------ |
| 1.  | «Лёгкость»          |              |
| 2.  | «Логово»            |              |
| 3.  | «Оба неба»          |              |
| 4.  | «В доме моей груди» |              |
| 5.  | «Чалый год»         |              |
| 6.  | «Спи крепко»        |              |
| 7.  | «Какая я была»      |              |
| 8.  | «Другая глубина»    |              |
| 9.  | «Пристрели меня»    |              |
| 10. | «Маяковский»        |              |
| 11. | «Водопадами»        |              |
| 12. | «Город, в котором»  |              |
| 13. | «ДР»                |              |
| 14. | «Девочки знают»     |              |

## Музыканты
- Татьяна Зыкина — вокал, гитара, перкуссия
- Оскар Чунтонов — клавиши